# Zaraout-Say
Zaraout-Say ou Zarautsoy (en ouzbek : Zarautsoy rasmlari), est une gorge située dans les monts Kugitang (en) (contreforts sud-ouest des monts Hissar), dans le district de Sherabad (en), dans la province de Sourkhan-Daria, en Ouzbékistan. Sur les parois rocheuses de la gorge, à une altitude d'environ 2 000 m, se trouve un site d'art rupestre, généralement daté du Mésolithique ou du Néolithique, ainsi que des pétroglyphes plus récents. Les images décrivent la vie quotidienne des habitants et la chasse à l'aurochs et à la chèvre sauvage.

## Historique
Le site rupestre de Zarautsay a été découvert en 1939 par le chasseur I.F. Lamaev, qui l’a signalé au directeur du Musée régional des traditions locales de Sourkhan-Daria,  Gabriel Parfionov. En 1940, une expédition dirigée par ce dernier a étudié les peintures rupestres de Zarautsoy, en coopération avec le Musée d'histoire de l'art de l'Ouzbékistan, la province de Sourkhan-Daria et le district de Pendjikent au Tadjikistan. Cette étude a fait l'objet d'un ouvrage publié en 1950. En 1964, l'archéologue soviétique Alexandre Formozov (ru) a également effectué des fouilles sur le site.
Les vestiges archéologiques trouvés sur le site ont été déposés au musée d'art de l'Ouzbékistan.

## Situation
Zarautsoy se trouve dans le parc national de Sourkhan, dans la province de Sourkhan-Daria, 30 km au nord-ouest de Sherobod et 5 km au sud du village de Kizil-Alma, non loin de la frontière avec le Turkménistan.

## Description
Des dessins tracés à l'ocre ont été découverts dans des abris-sous-roche, dans des niches et dans de petites grottes. Ce sont de simples silhouettes, pour la plupart de petites dimensions.
Un des motifs est la chasse par des hommes en forme d'oiseaux et accompagnés de chiens de bovinés sauvages, de gazelles, de chèvres sauvages et de sangliers.
Certains dessins plus récents portent des inscriptions en caractères arabes.

## Protection
Ce site a été ajouté à la liste indicative du patrimoine mondial de l'UNESCO le 18 janvier 2008, dans la catégorie culturelle.

## Art rupestre
On peut également citer un autre site d'art rupestre comparable dans la même région, le site de Shaht, au Tadjikistan.